# Jerzy Jaruzelski

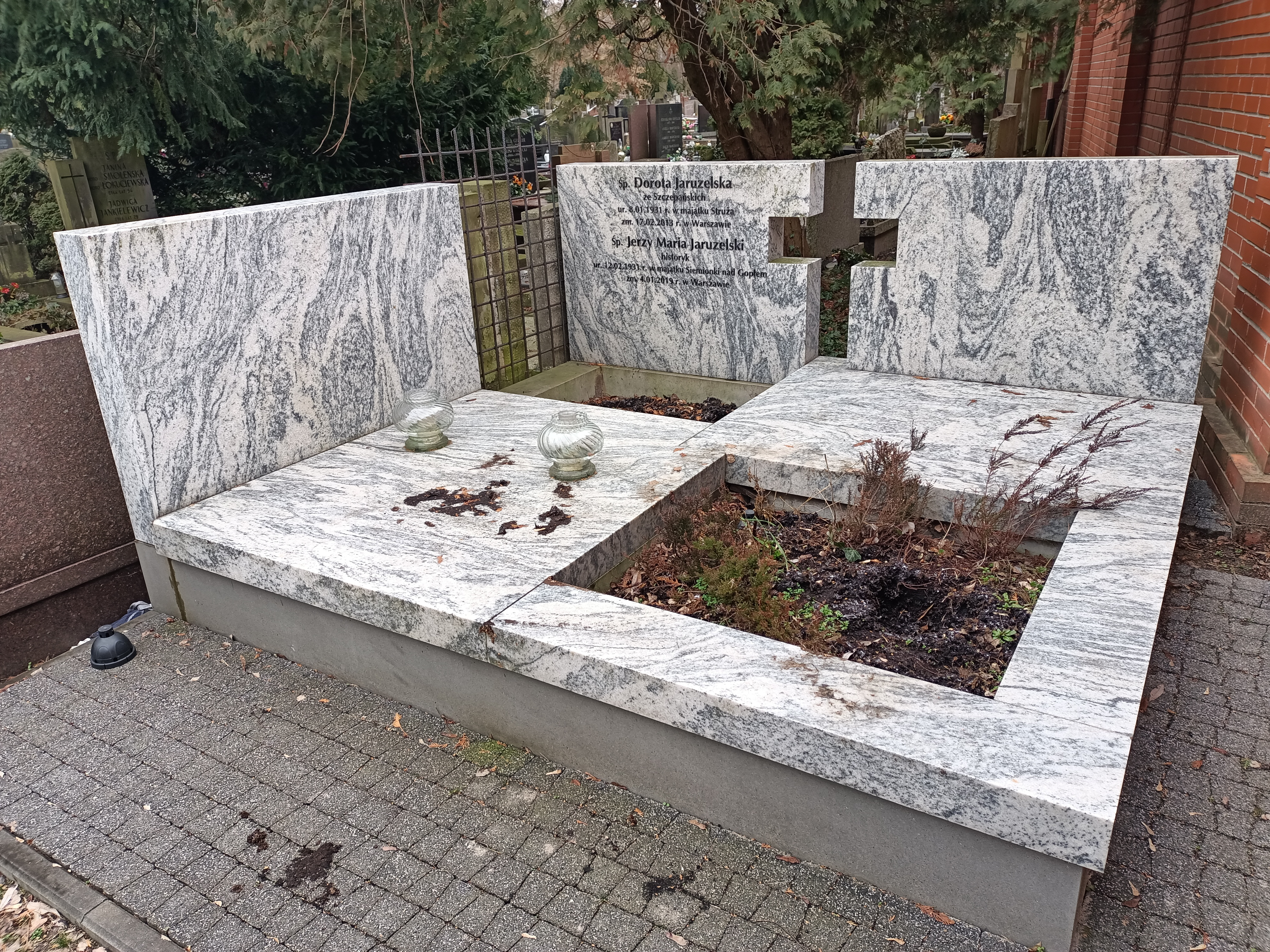
Nagrobek Jerzego Marii Jaruzelskiego na Cmentarzu Powązkowskim

Jerzy Maria Jaruzelski (ur. 12 lutego 1931 w Siemionkach nad Gopłem, zm. 4 stycznia 2019 w Warszawie) – polski historyk i dziennikarz.
Syn Władysława i Janiny. W latach 1949–1975 redaktor dziennika „Życie Warszawy” (m.in. korespondent zagraniczny, kierownik działu ekonomicznego, kierownik dodatku historycznego). W okresie 1975–1981 redaktor warszawskiego tygodnika „Kultura”. Współpracował z Polskim Radiem, Agencją Robotniczą, Telewizją Polską. Doktorat w 1978 w Instytucie Historii Polskiej Akademii Nauk (promotor Andrzej Ajnenkiel). Wykładowca uczelni dziennikarskich w kraju i za granicą, m.in. Instytutu Dziennikarstwa UW. Członek SDP i PEN Clubu. Radca ds. nauki Ambasady RP w Waszyngtonie w latach 1990–1991.
Pochowany na Cmentarzu Powązkowskim w Warszawie.

## Publikacje
- Mackiewicz i konserwatyści: szkice do biografii, Warszawa: „Czytelnik” 1976.
- Stanisław Mackiewicz, Dom Radziwiłłów, wstęp Jerzy Jaruzelski, Warszawa: „Czytelnik” 1990.
- Stanisław Cat Mackiewicz, Teksty, wybrał, oprac. oraz wstępem poprzedził Jerzy Jaruzelski, Warszawa: „Czytelnik” 1990.
- Decyzja: dokumenty Katynia, zespół red. Jacek Snopkiewicz, Andrzej Zakrzewski, kalendarium [oraz oprac. wstępu i bibliogr.] Jerzy Jaruzelski, Warszawa: „Interpress” 1992.
- Pożegnanie Generała: dokumenty, zespół red. Andrzej Krawczyk, Jacek Snopkiewicz, Andrzej Zakrzewski, kalendarium Jerzy Jaruzelski, Warszawa: „Interpress” 1993.
- Stanisław Cat-Mackiewicz 1896–1966: Wilno-Londyn-Warszawa, Warszawa: „Czytelnik” 1987 (wyd. 2 poszerz. Warszawa: Instytut Kultury 1994).
- Książę Janusz (1880–1967): szkice. Wspomnienia Janusza Radziwiłła, Warszawa: „DiG” 2001.
- Zamiary, przestrogi, nadzieje: wybór publicystyki: „Bunt Młodych”, „Polityka” 1931–1939, wybór, oprac., przypisy, kalendarium oraz indeks nazwisk Rafał Habielski, Jerzy Jaruzelski, Lublin: Wydawnictwo Uniwersytetu Marii Curie-Skłodowskiej 2008.